# 約爾戈山脈
約爾戈山脈（俄语：Иолго），是俄羅斯的山脈，位於該國南部，由阿爾泰邊疆區負責管轄，屬於阿爾泰山脈的一部分，長90公里、寬40公里，最高點海拔高度2,618米。